# Ruxolitinib
Ruxolitinib, que es vendido bajo la marca Jakavi, es un medicamento que se usa para tratar la mielofibrosis, la policitemia vera y la enfermedad de injerto contra huésped. 

Se usa en PCV (policitemia vera) cuando la hidroxiurea no es suficiente y en GvHD (enfermedad de injerto contra huésped) que no responde a otras medidas. Se toma por vía oral.
Entre los efectos secundarios más comunes se incluyen: plaquetas bajas, glóbulos rojos bajos, neutrófilos bajos, hemorragias, problemas hepáticos y lípidos anormales. Otros efectos secundarios pueden ser infecciones, cáncer de piel, coágulos sanguíneos y cardiopatías El uso durante el embarazo puede dañar al bebé. Es un inhibidor de la cinasa .
Ruxolitinib se aprobó para uso médico en los Estados Unidos en 2011 y en Europa en 2012. En los Estados Unidos cuesta alrededor de 15 800 USD al mes a partir de 2021. En el Reino Unido, esta cantidad le cuesta al NHS unas 3.000 libras esterlinas.